# Sinar Pagi (Seluma Utara)
Sinar Pagi is een bestuurslaag in het regentschap Seluma van de provincie Bengkulu, Indonesië. Sinar Pagi telt 420 inwoners (volkstelling 2010).